# Centres de recrutement de l'Armée belge - CRAB
 (mai 2017).
Si vous disposez d'ouvrages ou d'articles de référence ou si vous connaissez des sites web de qualité traitant du thème abordé ici, merci de compléter l'article en donnant les références utiles à sa vérifiabilité et en les liant à la section « Notes et références ».
Les centres de recrutement de l'Armée belge ou CRAB (en néerlandais : Rekruteringscentra van het Belgisch leger (RCBL) et en allemand : Recruterungszentrum Belgischer Heeres (RZBH)) sont, en 1940, les lieux d'accueil des jeunes civils belges appelés au service pour former la réserve de l'Armée comme prévu par la loi sur la milice du 15 février 1937. Sur les 300 000 hommes convoqués, il est estimé qu'environ 200 000 tentèrent de rejoindre les CRAB.

## Chronologie

### En Belgique
Le 10 mai 1940, à la suite de l'invasion de la Belgique par l'armée allemande, l'ordre est donné aux hommes de 16 à 35 ans des provinces de Liège, Namur, Luxembourg et Limbourg par voie d'affiche et par la radio nationale INR de rejoindre par leurs propres moyens les centres de recrutement de l'Armée belge ou CRAB. L'ordre sera étendu au reste du pays le 12 mai.
Les CRAB furent d'abord installés dans le Hainaut (Erquelinnes et le principal à Binche) et en Flandre à Eeklo, puis déplacés le 12 mai à Ypres, Courtrai-Menin, Poperinge, Roulers, puis en France.
Relevant d'abord du ministère de la Santé publique, ils sont transférés par le ministre Marcel-Henri Jaspar au ministère de la Défense nationale dans la nuit du 13 au 14 mai, mais leur incorporation (enregistrement militaire) n'a pas encore lieu : ils gardent leur statut civil, ce qui leur évitera d'être prisonniers de guerre des Allemands pendant toute la guerre.

### En France
Le 14 mai, la décision de transférer les centres en France est prise mais l'ordre n'est donné que le 15 mai. Ceux d'Ypres ne partiront que le 18 mai. Rouen est choisi comme lieu de rassemblement. Une bonne partie des appelés seront bloqués à la frontière française ou dans la Somme et subiront les bombardements allemands .
Le 15 mai, part de Schaerbeek, un train de 1 300 scouts bruxellois qui arrivera à Montpellier dans la soirée du 17 mai.
Le 15 mai également, le lieutenant-général Charles de Selliers de Moranville  est nommé responsable des CRAB.
Le 16 mai, le gouvernement français autorise le général à rassembler les centres dans les XV, XVI et XVIIe régions militaires. Toulouse devient le centre de ralliement. Le XVIIe CRAB est ainsi créé le 21 mai à Toulouse (commandé par le colonel Demart) avec l'arrivée des premiers trains. 82 cantonnements regroupés en cinq secteurs sont ainsi installés autour de Toulouse. Le XVe CRAB est créé à Nîmes (commandé par le colonel baron de Trannoy) et le XVIe à Béziers (commandé par le lieutenant-général Briquet ) (à l'origine prévu à Montpellier).
La majorité des 100 000 hommes qui purent rejoindre les CRAB du sud de la France, traversèrent la Somme avant le 20 mai. Par après, la plupart furent refoulés vers le nord de la France et rattrapés par l'avance allemande.
Le XVe CRAB de Nîmes est divisé en 127 cantonnements dispersés dans le Gard et regroupant 41 000 appelés. Ainsi, à Remoulins, village de mille habitants, arrivent douze cents CRAB. En rang par quatre, ils sont accueillis par le maire et installés. Ils font dorénavant partie du 15ème groupe de CRAB sous les ordres du colonel baron de Trannoy. Des CRAB de Quenast et de Rebecq arrivent à Saint-Hilaire d'Ozilhan peu après .
Le XVIe CRAB de Béziers est composé de 20 000 hommes installés dans camps dans le département de l'Hérault.
Le XVIIe CRAB de Toulouse regroupe 21 000 hommes dispersés dans des camps dans les départements du Gers, de l'Ariège et de la Haute-Garonne. Environ 25 000 membres seront logés chez l'habitant et souffriront moins des privations que leurs collègues installés dans les camps.
L'encadrement militaire est insuffisant et les soucis de ravitaillement sont permanents dans les camps. Dans certains camps, comme celui d'Agde, où 4 000 hommes sont gardés par l'armée française, règne un état d'insalubrité avancé.
La capitulation de l'armée belge le 28 mai ne signifie pas leur fermeture. Certains officiers seront à ce moment, temporairement mis aux arrêts par les autorités françaises. Le 28 mai, Paul Reynaud, président du conseil des ministres, annonne dans un discours radiophonique sur Radio-Paris la reddition de l'armée belge et accuse le roi des Belges Léopold III d'agir sans prévenir les Alliés . Reynaud - non informé de la situation sur le front militaire - ignorait que le roi avait envoyé des messages radios au général Blanchard chef des armées françaises du nord, pour le prévenir . Pendant un moment, les jeunes Belges des CRAB ne sont plus considérés comme alliés et sont regardés avec perplexité voire hostilité par des autorités françaises de la IIIe République .
Dès le 25 mai, le général de Selliers entreprend de structurer les CRAB en Compagnies de Jeunesse de 250 jeunes hommes de 16 à 20 ans et en Compagnies de Travailleurs pour les autres.
Les compagnies de jeunesses sont affectées à des travaux forestiers et agricoles et les compagnies de travailleurs à des travaux industriels et également agricoles mais la majorité resteront inactifs. Le 2 juin, l'Armée française réclame de la main d’œuvre pour reconstituer une ligne de défense sur la Somme. Des appelés des Troupes de Renforts et d'Instruction (les miliciens en cours d'instruction militaire au moment de la déclaration de guerre) sont mis à disposition puis le 4 juin, 34 bataillons de Travailleurs dont 20 000 membres provenant des CRAB viennent grossir les rangs. Ces hommes creuseront des tranchées dans la zone de Creil, Nantes, Senlis, Meaux, Châlons-sur-Marne et Vitry-le-François et seront parfois victimes du feu ennemi. Reculant avec l'Armée française en pleine débandade, ils seront livrés à eux-mêmes, certains seront capturés et envoyés en Allemagne comme prisonniers de guerre, et 800 autres internés en Suisse jusqu'en février 1941.

### Retour en Belgique
Le 19 juin, Hubert Pierlot, Premier ministre du gouvernement Pierlot III, et le général Henri Denis, ministre belge de la Défense nationale, concluent que les jeunes des CRAB doivent être considérés comme des réfugiés civils de l'exode de 1940 .
Les convois de rapatriement débutent le 30 juillet.
Vers la fin août 1940, 100 000 membres des CRAB reviennent en Belgique. Le 7 septembre, partent de Nîmes les derniers membres. Environ 400 jeunes Belges perdront la vie dans l'aventure, dont au moins quatre fusillés arbitrairement par l'armée française sous le motif d'espionnage ; d'autres sources mentionnent 40 fusillés.

## Reconnaissance
Les membres des CRAB n'étaient pas encore incorporés selon les lois militaires, et ne furent donc pas reconnus comme militaires, ni comme ayant droit à une solde, ni au statut d'ancien combattant, jusqu'à l'arrêté royal du 12 avril 1990 qui crée un statut de reconnaissance nationale en faveur des hommes qui ont rejoint les CRAB, ainsi qu'une médaille des Centres de recrutement de l'Armée belge.

## Personnalités des CRAB
- Marc Sleen, dessinateur de presse et de bande dessinée [14] créateur de Néron [15].

- Guy Thys, footballeur et entraîneur belge de football [16].
- Leo Tindemans, ancien Premier ministre [14].

- André Wynen, jeune des CRAB, médecin, résistant et déporté, syndicaliste [17],[18].

## Sources
- (nl) La réserve de recrutement sur un site néerlandophone sur la campagne des 18 jours